# Nubkhaes
Nubkhaes (Nwb ḫˁ.s, "L'or (= Hathor) apareix") va ser una reina egípcia de la XIII dinastia. És la primera reina que es pot citar amb el títol de Gran esposa reial.
| nbw | xa · a · z |

| nbw | xa · a · z |

A Nubkhaes se la coneix per una estela que avui en dia es troba al Louvre. En ella hi apareix dues vegades al camp superior, per un costat fent una ofrena davant Hathor i per l'altra davant d'Osiris. El seu pare era l'escrivà del djati Dedusobek, també conegut com a Bebi, i la seva mare s'anomenava Duanofret. Els membres de la seva família apareixen a la part inferior de l'estela, inclosos molts alts funcionaris que també es coneixen per altres fonts. Aquí s'hi ha d'esmentar el principal gestor de riqueses Nebankh (germà del seu pare) i el gerent del graner Sobekemsaf. El seu marit reial no apareix a l'estela. Això va donar lloc a diverses especulacions, ja que l'esposa de Sobekemsaf II de la dinastia XVII també s'anomenava Nubkhaes. Tot i així, i gràcies als seus familiars, aquesta reina Nubkhaes es pot situar amb certesa a la dinastia XIII.
La identitat del seu marit reial segueix sent incerta. Segurament es tracti d'un governant que va regnar poc després de Sobekhotep IV, ja que la majoria dels seus parents es poden datar. Tampoc es pot descartar que fos el mateix Sobekhotep IV. Aidan Dodson i Dyan Hilton suggereixen que estava casada amb Sobekhotep V, Sobekhotep VI o Wahibre Ibiau.
Nubkhaes era portadora dels títols següentsː
- Gran esposa reial (hemet nisut wert - hmt nswt wrt)
- Membre de l'elit" (Iripat - jrt-pˁ.t)
- Amant de totes les dones (Henut Hemut nebet - Ḥnwt Ḥmwt nbt)
- La que està unida amb la bellesa de la corona blanca (Chenmet-nefer-hedjet - ẖnm.t-nfr-ḥḏ.t)